# Vojlovica
Vojlovica is een plaats in de gemeente Čačinci in de Kroatische provincie Virovitica-Podravina. De plaats telt 15 inwoners (2001).